# کال سو وون
کال سو وون (کره‌ای: 갈소원؛ زادهٔ ۱۴ اوت ۲۰۰۶) بازیگر اهل کره جنوبی است. او بازیگری را با مجموعه تلویزیونی مراقب ما باش، کاپیتان (۲۰۱۲) آغاز کرد.